# سولومون دوداشویلی
سُلُمُنْ دُداشْویلی (گرجی: სოლომონ დოდაშვილი؛ ۱۷ مهٔ ۱۸۰۵ – ۲۰ اوت ۱۸۳۶) یک فیلسوف، روزنامه‌نگار، گرامرنویس، ادیب و روشن فکر گرجی و از مردم منطقهٔ کاختی بوده‌است.
او در سال ۱۸۲۷ از دانشگاه دولتی سن پترزبورگ فارغ‌التحصیل شد و یک سال بعد، یعنی در سال ۱۸۲۸ به تفلیس بازگشت، و به فعالیت خود را به عنوان یک معلم فرهیخته آغاز کرد. او تاریخ، دستورزبان و چکیده‌هایی از فلسفه را به دانش آموزان جوان خود می‌آموخت و آن‌ها را برای مخالفت سیاسی با حکومت روس، رهبری می‌کرد. آموزه‌های آرمانگرانهٔ او بر تعدادی از روشنفکران و ادیبان گرجی تأثیرگذار بود. از جملهٔ آنان نیکولوز باراتاشویلی بود که در بیشتر آثار خود ترکیبی از ناسیونالیسم مدرن و رمانتیسم اروپایی ارائه داده است.
در همان زمان، یعنی از سال ۱۸۲۸ تا ۱۸۳۲، او مشغول فعالیت در روزنامهٔ گرجی زبان "თბილისის უწყებანი" بود؛ و در سال ۱۸۳۲ در جریان فعالیت‌های خرابکارانه بر ضد حکومت روس در گرجستان، توسط نیروهای دولتی دستگیر شده و در شهر کیروف زندانی شد تا اینکه در ۲۰ اوت ۱۸۳۶، در اثر بیماری سل، درگذشت. جسد او در سال ۱۹۹۴، به متاتسمیندا در تفلیس منتقل شد.

## منابع

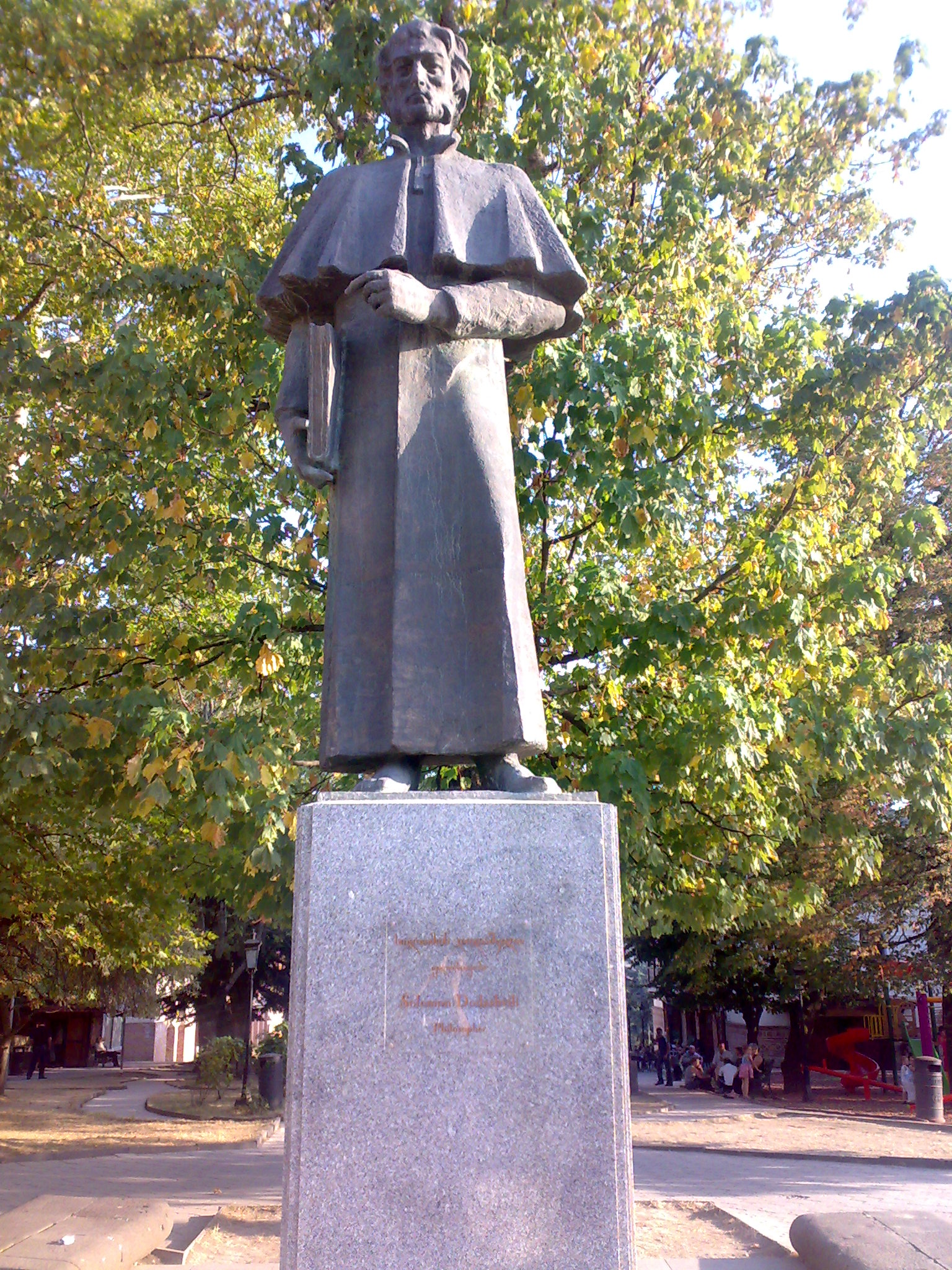
تندیسی از سولومون دوداشویلی در سیغناغی